# Wierzbiec
Wierzbiec (niem. Wackenau) – wieś w Polsce położona w województwie opolskim, w powiecie prudnickim, w gminie Prudnik, w dolinie rzeki Prudnik. Historycznie leży na Górnym Śląsku, na ziemi prudnickiej. Położona jest na terenie Obniżenia Prudnickiego, będącego częścią Niziny Śląskiej. Przepływa przez nią rzeka Prudnik.
W latach 1975–1998 miejscowość administracyjnie należała do ówczesnego województwa opolskiego.
Według danych na 2011 wieś była zamieszkana przez 219 osób.

## Geografia

### Położenie
Wieś jest położona w południowo-zachodniej Polsce, w województwie opolskim, około 6 km od granicy z Czechami, w zachodniej części Obniżenia Prudnickiego, tuż przy granicy gminy Prudnik z gminą Głuchołazy. Należy do Euroregionu Pradziad. Leży na terenie Nadleśnictwa Prudnik (obręb Prudnik). Przez granice administracyjne wsi przepływa rzeka Prudnik. Leży na wysokości 275–320 m n.p.m.

### Środowisko naturalne
W Wierzbcu panuje klimat umiarkowany ciepły. Średnia temperatura roczna wynosi +7,8 °C. Duże zróżnicowanie dotyczy termicznych pór roku. Średnie roczne opady atmosferyczne w rejonie Wierzbca wynoszą 621 mm. Dominują wiatry zachodnie.

## Nazwa
Do 1945 miejscowość nosiła niemiecką nazwę Wackenau. W Spisie miejscowości województwa śląsko-dąbrowskiego łącznie z obszarem ziem odzyskanych Śląska Opolskiego wydanym w Katowicach w 1946 wieś wymieniona jest pod polską nazwą Florianów. 9 września 1947 r. nadano miejscowości nazwę Wierzbiec.

## Historia

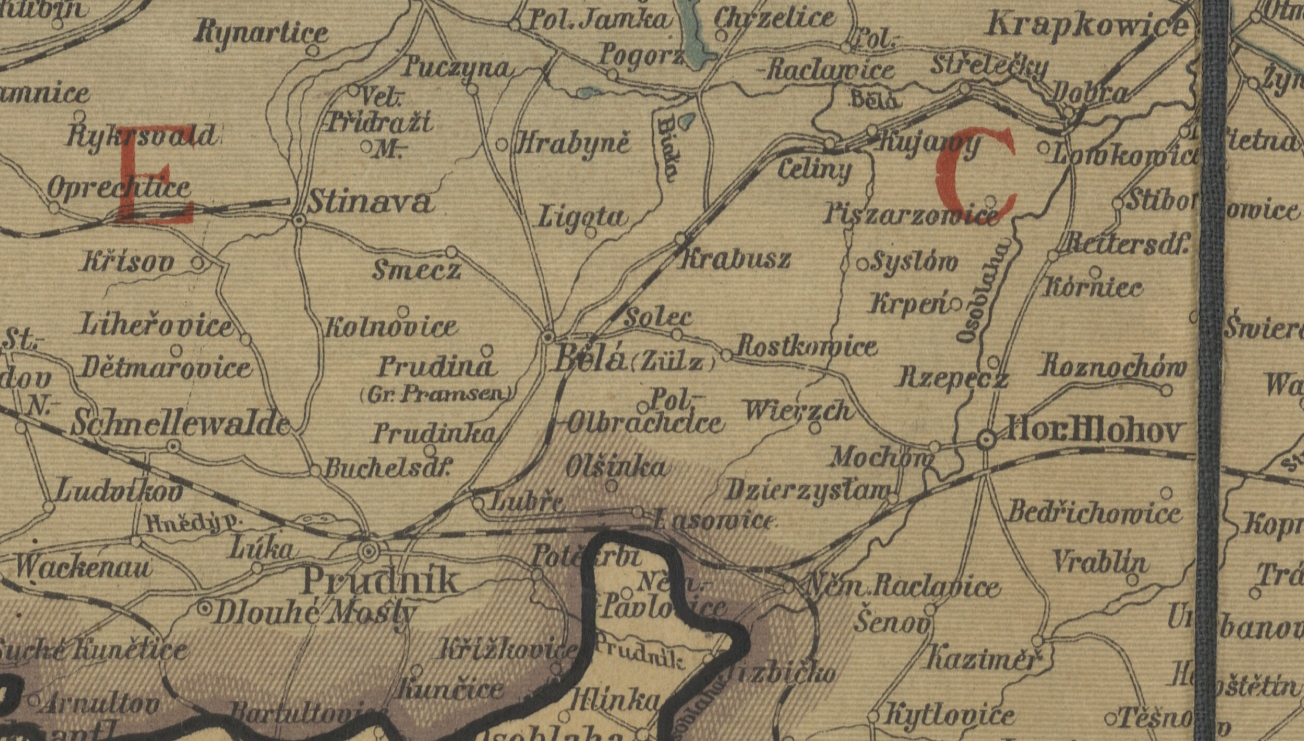
Wierzbiec (Wackenau) wśród miejscowości ziemi prudnickiej na czeskiej mapie z 1922

Pierwsza historyczna wzmianka o Wierzbcu pochodzi z 1670. Wówczas należał do rodziny Mettichów, którzy również byli właścicielami Łąki Prudnickiej. Następną właścicielką wsi została Helena von Smeskal, która przekazała ją zakonowi bożogrobców w Nysie. Od 1714 Wierzbiec należał do parafii katolickiej w Szybowicach. Do 1742 wieś należała do powiatu sądowego prudnickiego w Monarchii Habsburgów. Po I wojnie śląskiej znalazła się w granicach Królestwa Prus i weszła w skład powiatu prudnickiego w prowincji Śląsk.
Wieś była własnością zakonną do 1810, kiedy to doszło do sekularyzacji majątków klasztornych na terytorium ówczesnego Królestwa Pruskiego. Dwa lata później, w 1812, król Fryderyk Wilhelm III Pruski przekazał Wierzbiec marszałkowi Gebhardowi Leberechtowi von Blücher. W listopadzie tego samego roku, Blücher wydzierżawił Trzebinę, Miłowice, Wierzbiec i Włóczno Jerzemu Hübnerowi. Blücher urządzał w okolicy Wierzbca polowania na tutejszą zwierzynę. Swoje posiadłości, wraz z Wierzbcem, sprzedał w 1817 Franzowi Hübnerowi.

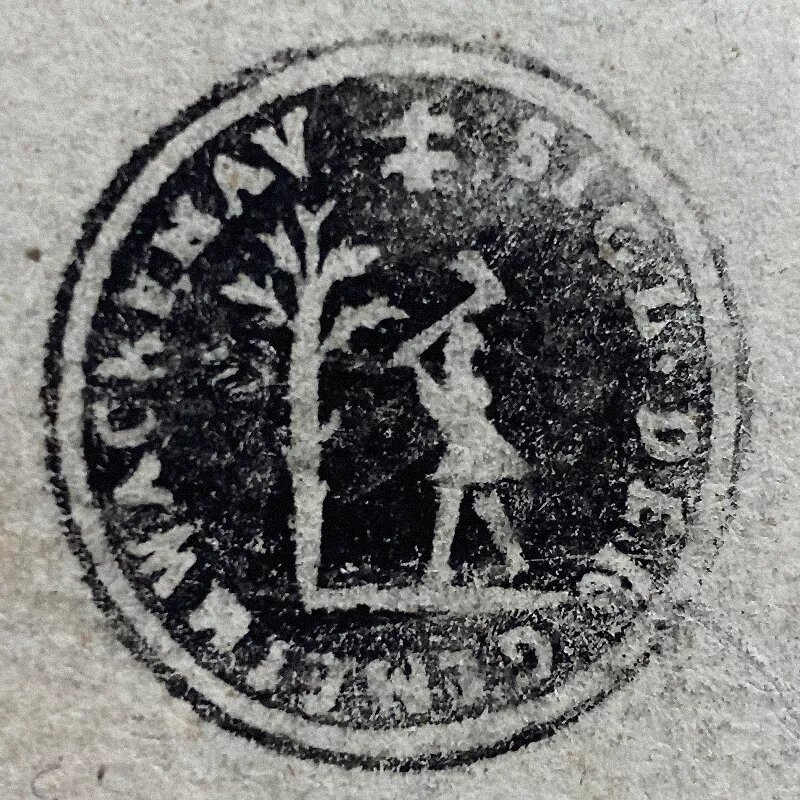
Pieczęć Wierzbca

W połowie XIX wieku wieś miała ponad 400 mieszkańców. Wieś posiadała swoją własną pieczęć, która przedstawiała drwala z siekierą nad głową po lewej i wysokie drzewo po prawej. W 1863 folwark i dwór w Wierzbcu przejął Cornelius Hübner. We wsi rozpowszechnione było wyplatanie powrozów i drucianych lin. Wpływ na dynamiczny rozwój Wierzbca miało wybudowanie w 1871 bitej drogi z Prudnika do Głuchołaz (obecnie biegnie wzdłuż drogi krajowej nr 40), a także bliskie położenie linii kolejowej z Nysy do Prudnika i dalej do Koźla, oddanej do użytku w 1876. W tutejszym majątku pracowało wielu robotników mówiących w języku polskim oraz przybyłych z dawnych ziem polskich w zaborze rosyjskim. Rugi pruskie zmusiły Polaków do wyjechania ze wsi, ponieważ jak nieoficjalnie głoszono „istniała obawa, że może stać się polska”. W tym samym okresie w Wierzbcu zaczęła funkcjonować jednooddziałowa szkoła katolicka, do której uczęszczało ponad 60 dzieci. W 1890 wieś zamieszkiwało 470 osób, w tym 441 katolików i 29 protestantów. Według spisu ludności z 1 grudnia 1910, na 383 mieszkańców Wierzbca 373 posługiwało się językiem niemieckim, a 10 językiem polskim. W 1921 w zasięgu plebiscytu na Górnym Śląsku znalazła się tylko część powiatu prudnickiego. Wierzbiec znalazł się po stronie zachodniej, poza terenem plebiscytowym. W czasie plebiscytu oraz III powstania śląskiego w dworze w Wierzbcu znajdował się sztab niemieckich bojówek, którym dowodził Peter von Heydebreck.

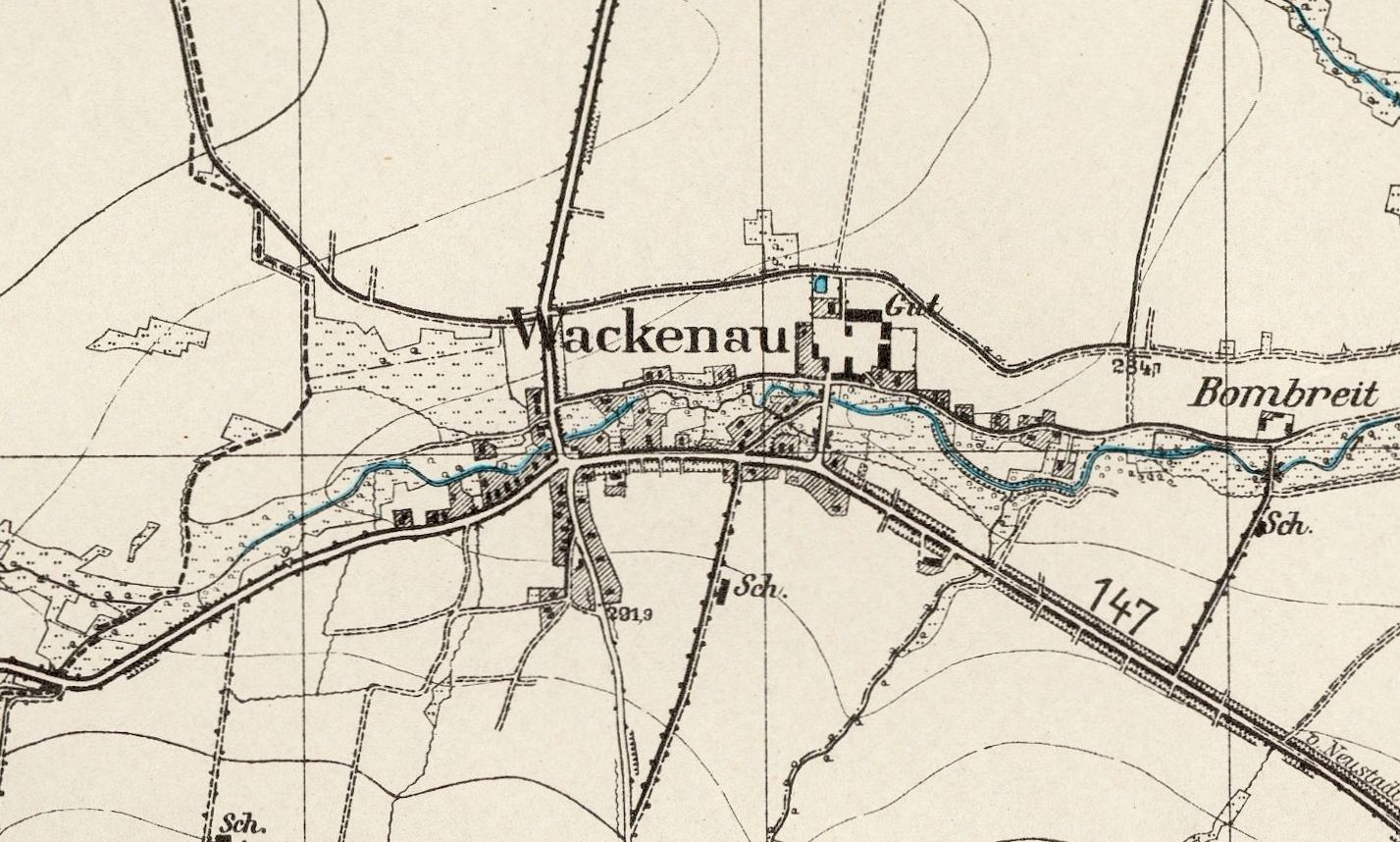
Wierzbiec na mapie z 1930

W styczniu 1945 przez Wierzbiec przeszły kolumny więźniów niemieckich obozów koncentracyjnych. W toku tzw. „marszu śmierci” wiele osób zmarło lub zostało zamordowanych przez Niemców. W marcu 1945 mieszkańcy wsi zostali zmuszeni do ucieczki przed nacierającą Armią Czerwoną. Ostrzał artyleryjski i trzydniowa bitwa pomiędzy Szybowicami, Charbielinem i Wierzbcem zniszczyły znaczną część zabudowy Wierzbca, czyniąc go najbardziej zniszczoną miejscowością w powiecie prudnickim. Armia Czerwona wkroczyła do Wierzbca 23 marca 1945 w ramach operacji górnośląskiej. W rejonie Wierzbca zniszczono 12 radzieckich czołgów.
Od marca do maja 1945 powiat prudnicki znajdował się pod kontrolą radzieckiej komendantury wojskowej. 11 maja 1945 polska administracja przejęła władzę cywilną w powiecie prudnickim. Wieś pozostała niezamieszkana do czerwca 1945. Osiedlono w niej wówczas część polskich repatriantów, m.in. z Kresów Wschodnich, a także osadników z województwa krakowskiego.
W latach 1945–1950 Wierzbiec należał do województwa śląskiego, a od 1950 do województwa opolskiego. W latach 1945–1954 wieś należała do gminy Moszczanka, a w latach 1954–1972 do gromady Szybowice. Podlegała urzędowi pocztowemu w Prudniku.
W 1947 w dawnym dworze Corneliusa Hübnera utworzono siedzibę Rolniczej Spółdzielni Produkcyjnej. W 1956 gospodarstwo weszło w skład Stadniny Koni w Mosznej, a od 1963 należało do Stadniny Koni w Prudniku. W 1949 we wsi znajdowała się szkoła podstawowa prowadzona przez Inspektorat Szkolny w Prudniku. Od początku lat 70. XX wieku w Wierzbcu funkcjonowała czteroklasowa szkoła podstawowa. Wybudowano bloki mieszkalne i baraki dla pracowników Stadniny Koni. Wieś ucierpiała podczas powodzi w lipcu 1997. W 2010 Wierzbiec przystąpił do Programu Odnowy Wsi Opolskiej.
Podczas powodzi 13 września 2024 wieś została zalana.

### Folwark Bombreit
Na wschód od centrum miejscowości, nad rzeką Prudnik, przy drodze do Łąki Prudnickiej (50°19′42″N 17°29′16″E), znajdował się należący do majątku Wierzbiec folwark Bombreit, założony w lub tuż przed 1845. Jako taki wymieniony został w 1910 w księdze adresowej śląskich właścicieli ziemskich.
W początku XX wieku Bombreit było zamieszkiwane przez 8 osób. Znajdowało się tam gospodarstwo. Obecnie miejscowość jest niezamieszkana.

### Przynależność państwowa i administracyjna
| Okres     |                                                                                | Państwo                      | Zwierzchnictwo               | Jednostka administracyjna                                                |
| --------- | ------------------------------------------------------------------------------ | ---------------------------- | ---------------------------- | ------------------------------------------------------------------------ |
| 1670–1742 | Monarchia Habsburgów                                                           | Monarchia Habsburgów         | Święte Cesarstwo Rzymskie    | księstwo opolsko-raciborskie, powiat sądowy prudnicki                    |
| 1742–1806 |                                                                                | Królestwo Prus               | Święte Cesarstwo Rzymskie    | kamera wrocławska, departament wrocławski, powiat prudnicki              |
| 1806–1815 |                                                                                | Królestwo Prus               | Królestwo Prus               | kamera wrocławska, departament wrocławski, powiat prudnicki              |
| 1815–1871 | prowincja Śląsk, rejencja opolska, powiat prudnicki                            | Królestwo Prus               | Królestwo Prus               |                                                                          |
| 1871–1918 | Cesarstwo Niemieckie                                                           | Cesarstwo Niemieckie         | Cesarstwo Niemieckie         | Królestwo Prus, prowincja Śląsk, rejencja opolska, powiat prudnicki      |
| 1918–1919 |                                                                                | Republika Weimarska          | Republika Weimarska          | Wolne Państwo Prusy, prowincja Śląsk, rejencja opolska, powiat prudnicki |
| 1919–1933 | Wolne Państwo Prusy, prowincja Górny Śląsk, rejencja opolska, powiat prudnicki | Republika Weimarska          | Republika Weimarska          |                                                                          |
| 1933–1938 | Wolne Państwo Prusy, prowincja Górny Śląsk, rejencja opolska, powiat prudnicki | III Rzesza                   | III Rzesza                   | III Rzesza                                                               |
| 1938–1941 | Wolne Państwo Prusy, prowincja Śląsk, rejencja opolska, powiat prudnicki       | III Rzesza                   | III Rzesza                   | III Rzesza                                                               |
| 1941–1945 | Wolne Państwo Prusy, prowincja Górny Śląsk, rejencja opolska, powiat prudnicki | III Rzesza                   | III Rzesza                   | III Rzesza                                                               |
| 1945–1946 | Polska                                                                         | Rzeczpospolita Polska        | Rzeczpospolita Polska        | Okręg I (Śląsk Opolski)                                                  |
| 1946–1950 | Polska                                                                         | Rzeczpospolita Polska        | Rzeczpospolita Polska        | województwo śląskie, powiat prudnicki, gmina Moszczanka                  |
| 1950–1952 | Polska                                                                         | Rzeczpospolita Polska        | Rzeczpospolita Polska        | województwo opolskie, powiat prudnicki, gmina Moszczanka                 |
| 1952–1954 | Polska                                                                         | Polska Rzeczpospolita Ludowa | Polska Rzeczpospolita Ludowa | województwo opolskie, powiat prudnicki, gmina Moszczanka                 |
| 1954–1973 | Polska                                                                         | Polska Rzeczpospolita Ludowa | Polska Rzeczpospolita Ludowa | województwo opolskie, powiat prudnicki, gromada Szybowice                |
| 1973–1975 | Polska                                                                         | Polska Rzeczpospolita Ludowa | Polska Rzeczpospolita Ludowa | województwo opolskie, powiat prudnicki, gmina Prudnik                    |
| 1975–1989 | Polska                                                                         | Polska Rzeczpospolita Ludowa | Polska Rzeczpospolita Ludowa | województwo opolskie, gmina Prudnik                                      |
| 1989–1998 | Polska                                                                         | Rzeczpospolita Polska        | Rzeczpospolita Polska        | województwo opolskie, gmina Prudnik                                      |
| od 1999   | Polska                                                                         | Rzeczpospolita Polska        | Rzeczpospolita Polska        | województwo opolskie, powiat prudnicki, gmina Prudnik                    |

## Mieszkańcy
Miejscowość zamieszkiwana jest przez ludność napływową, przybyłą na Śląsk z centralnej Polski (teren późniejszych województw krakowskiego i nowosądeckiego) po 1945.

### Liczba mieszkańców wsi
- 1871 – 405[42]
- 1885 – 348[43]
- 1905 – 275[44]
- 1910 – 267[45]
- 1933 – 400[46]
- 1939 – 373[46]
- 1966 – 234[47]
- 1998 – 225[5]
- 2002 – 240[5]
- 2009 – 230[5]
- 2011 – 219[5]
- 2013 – 211[48]

## Zabytki
Do wojewódzkiego rejestru zabytków wpisane są:
- park, z poł. XIX w.
- ogrodzenie kamienne parku.

Zgodnie z gminną ewidencją zabytków w Wierzbcu chronione są ponadto:
- dom nr 27
- stodoła w sąsiedztwie nr 27
- dom nr 27b

## Gospodarka
W Wierzbcu funkcjonuje gospodarstwo rolne stanowiące część Stadnina Koni Prudnik Jest ono największym zakładem pracy we wsi, pracuje w nim większość jej mieszkańców. Wybudowano tu nowoczesne obory, w których prowadzona jest hodowla ponad 400 krów polskich ras. W Wierzbcu produkuje się najwięcej mleka w całym powiecie prudnickim. Indywidualni rolnicy uprawiają głównie pszenicę, owies, jęczmień, buraki cukrowe i rzepak.
Wierzbiec wraz z całą gminą Prudnik podlega pod inspektorat ZUS w Prudniku.

## Transport

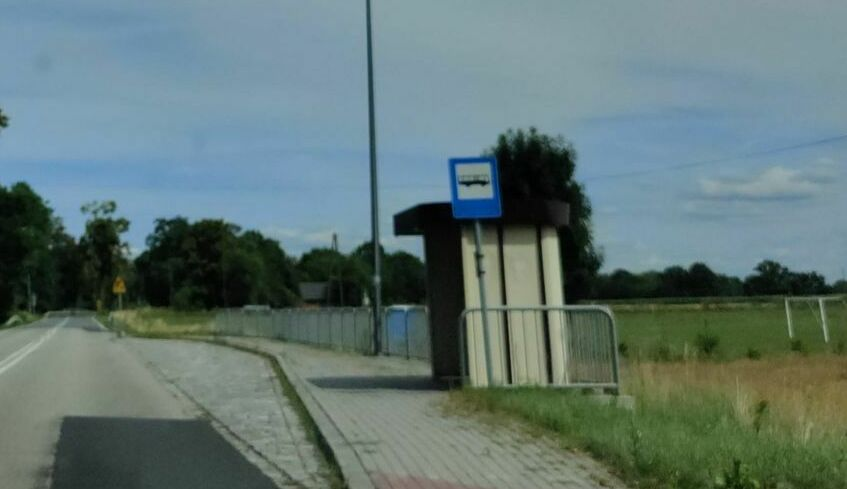
Przystanek autobusowy

### Transport drogowy
Przez Wierzbiec przebiega droga krajowa
- 40 Głuchołazy – Prudnik – Kędzierzyn-Koźle – Pyskowice

W zarządzie Wydziału Drogownictwa Starostwa Powiatowego w Prudniku znajduje się droga powiatowa nr 1611O relacji Wierzbiec – Szybowice – Mieszkowice – Rudziczka.

### Transport autobusowy
Wierzbiec posiada połączenia autobusowe z Głuchołazami, Nysą, Opolem, Prudnik, Wrocławiem. We wsi znajdują się dwa przystanki autobusowe – „Wierzbiec 01”, „Wierzbiec 02”.
Transport autobusowy w Wierzbcu obsługiwany był przez PKS Prudnik. W 2004 prudnicki PKS został sprywatyzowany z udziałem Connex Polska. W 2008, w wyniku połączenia spółek PKS Connex Prudnik i PKS Connex Kędzierzyn-Koźle, utworzona została spółka Veolia Transport Opolszczyzna, w 2013 przejęta przez Arriva Bus Transport Polska. W 2019 Arriva wycofała się z Prudnika. Wówczas organizacją przewozów pasażerskich w Wierzbcu i okolicy zajęły się ościenne PKS-y. W grudniu 2021 powołano Powiatowo-Gminny Związek Transportu „Pogranicze”, mający na celu poprawę jakości transportu.

## Kultura
We wsi znajduje się Wiejski Dom Kultury, który wchodzi w skład Prudnickiego Ośrodka Kultury i Świetlica Wiejska. WDK zajmuje się organizacją wiejskich imprez okolicznościowych (dożynki, festyny itp.). Organizowane są też zabawy taneczne. Działa przy nim koło gospodyń wiejskich.

## Religia
Katolicy z Wierzbca należą do parafii św. Michała Archanioła w Szybowicach (dekanat Prudnik). W Wierzbcu znajdują się cztery krzyże przydrożne i trzy kapliczki: dwie przy drodze głównej z Głuchołaz do Prudnika i trzecia w głębi wsi. Są to kapliczki w formie postumentu z wnęką, w której znajdują się figurki sakralne.

## Sport
We wsi funkcjonuje klub szachowy LZS Wierzbiec. Przy głównej drodze znajduje się boisko sportowe.
11 lipca 2012 przez Wierzbiec przebiegała trasa wyścigu Tour de Pologne.

## Polityka
W Wiejskim Domu Kultury w Wierzbcu (do 2011 w Publicznym Przedszkolu) swoją siedzibę ma Obwodowa Komisja Wyborcza, do której należy sołectwo Wierzbiec. W referendum w 2003 mieszkańcy Wierzbca opowiedzieli się za przystąpieniem Polski do Unii Europejskiej.
W wyborach parlamentarnych do Sejmu w 2005 we wsi oddano równą ilość głosów na Platformę Obywatelską i Samoobronę Rzeczpospolitej Polskiej. W 2007 i 2011 we wsi wygrała Platforma Obywatelska. W 2015 i 2019 w Wierzbcu zwyciężyło Prawo i Sprawiedliwość. W 2023 łącznie większość głosów zdobyły partie: Koalicja Obywatelska, Trzecia Droga, Nowa Lewica.
W wyborach prezydenckich w 2005 oddano równą ilość głosów na Andrzeja Leppera i Donalda Tuska. W 2010 mieszkańcy Wierzbca opowiedzieli się za Jarosławem Kaczyńskim, w 2015 i 2020 za Andrzejem Dudą, a w 2025 za Karolem Nawrockim.

## Turystyka
Oddział PTTK „Sudetów Wschodnich” w Prudniku ustanowił turystyczną Odznakę Krajoznawczą Ziemi Prudnickiej, którą zdobywa się poprzez zwiedzenie odpowiedniej liczby obiektów w miejscowościach położonych na ziemi prudnickiej, w tym w Wierzbcu.
15 lipca 2010, w ramach organizowanego w Prudniku VI Europejskiego Tygodnia Turystyki Rowerowej, w którym wzięli udział rowerzyści z całej Europy, przez Wierzbiec prowadziła trasa „Szlakiem błogosławionej Marii Luizy Merkert”.

## Bezpieczeństwo

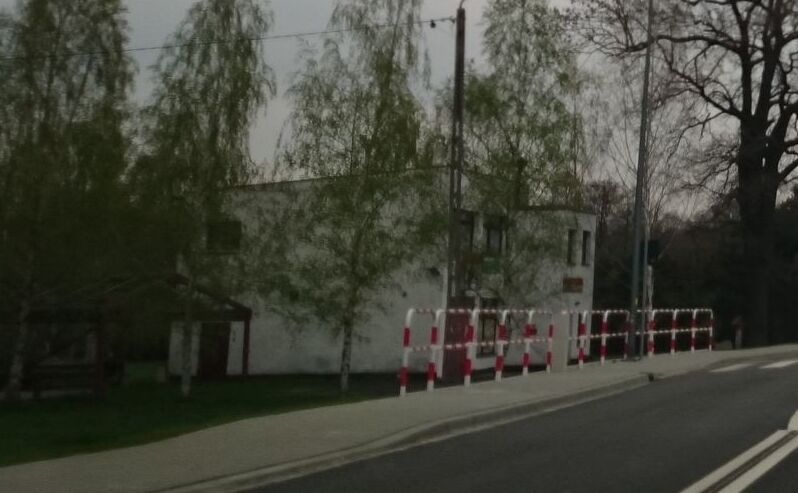
Remiza OSP Wierzbiec

W zakresie ochrony przeciwpożarowej oraz innych miejscowych zagrożeń w Wierzbcu działa jednostka Ochotniczej Straży Pożarnej, zrzeszona w Związku Ochotniczych Straży Pożarnych RP w Prudniku.
Miejscowość jest pod opieką dzielnicowego rejonu służbowego nr 7 Komendy Powiatowej Policji w Prudniku.
Teren wsi, jak i całej gminy Prudnik, położony jest w strefie nadgranicznej w związku z czym Straż Graniczna dysponuje, na tym obszarze, specjalnymi kompetencjami w zakresie bezpieczeństwa. Gminę Prudnik obejmuje zasięgiem służbowym placówka Straży Granicznej w Opolu ze Śląskiego Oddziału SG.